# Grecia en los Juegos Olímpicos de Sankt Moritz 1948
Grecia estuvo representada en los Juegos Olímpicos de Sankt Moritz 1948 por un deportista masculino que compitieron en esquí alpino.
El portador de la bandera en la ceremonia de apertura fue el esquiador alpino Fotis Mavriplis. El equipo olímpico griego no obtuvo ninguna medalla en estos Juegos.